# Mořic Bloch
Mořic Bloch (také Maurus či Moritz, 14. května 1861 Čkyně — 19. října 1934 Praha) byl český novinář, spisovatel a redaktor židovského původu, vládní tiskový úředník v administrativách Rakouska-Uherska a Československa, přispívající do tištěných periodik vycházejících v němčině. Byl šéfredaktorem deníků Politik a Union. Jako zaměstnanec tiskového oddělení na dvoře rakouského císaře Františka Josefa I. se podílel na formulování a vydání prohlášení Mým národům!, které fakticky zahájilo první světovou válku. Svými texty a veřejnou činností výrazně přispěl k česko-německému kulturnímu dialogu.

## Život

### Mládí
Narodil se v domě č.p. 97 ve Čkyni nedaleko Vimperka v jihozápadních Čechách do rodiny Joachima Blocha, řezníka z Hoštic, a Rosálie, rozené Wedelesové, z Čkyně. Blochovi se následně přestěhovali do Českých Budějovic, kdě žili v domě v České ulici č.p. 92 nedaleko hlavního městského náměstí. Zde Bloch vyrostl a absolvoval střední vzdělání.

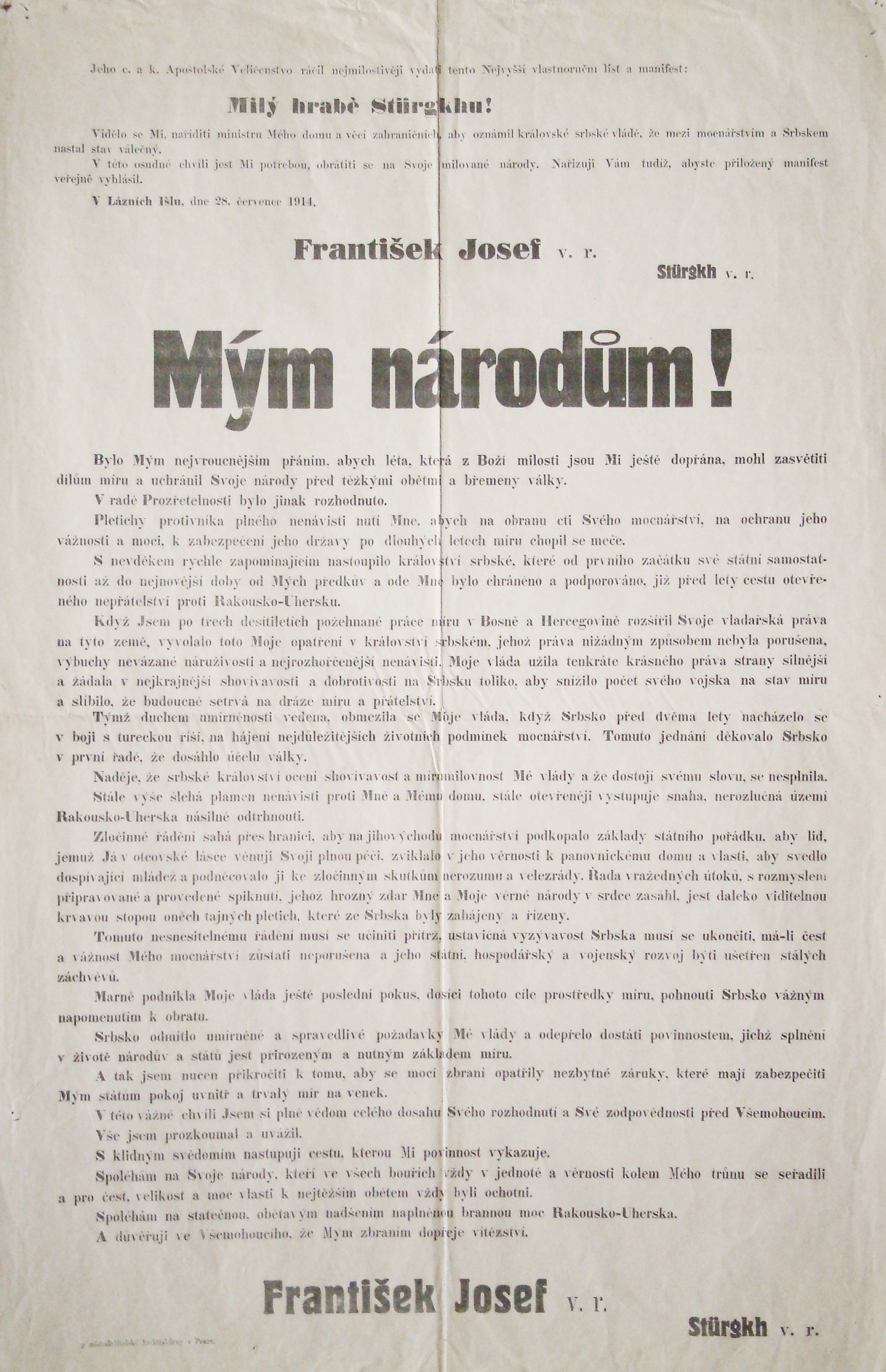
Mým národům!, vyhlášení války Srbsku roku 1914 (řadový výtisk)

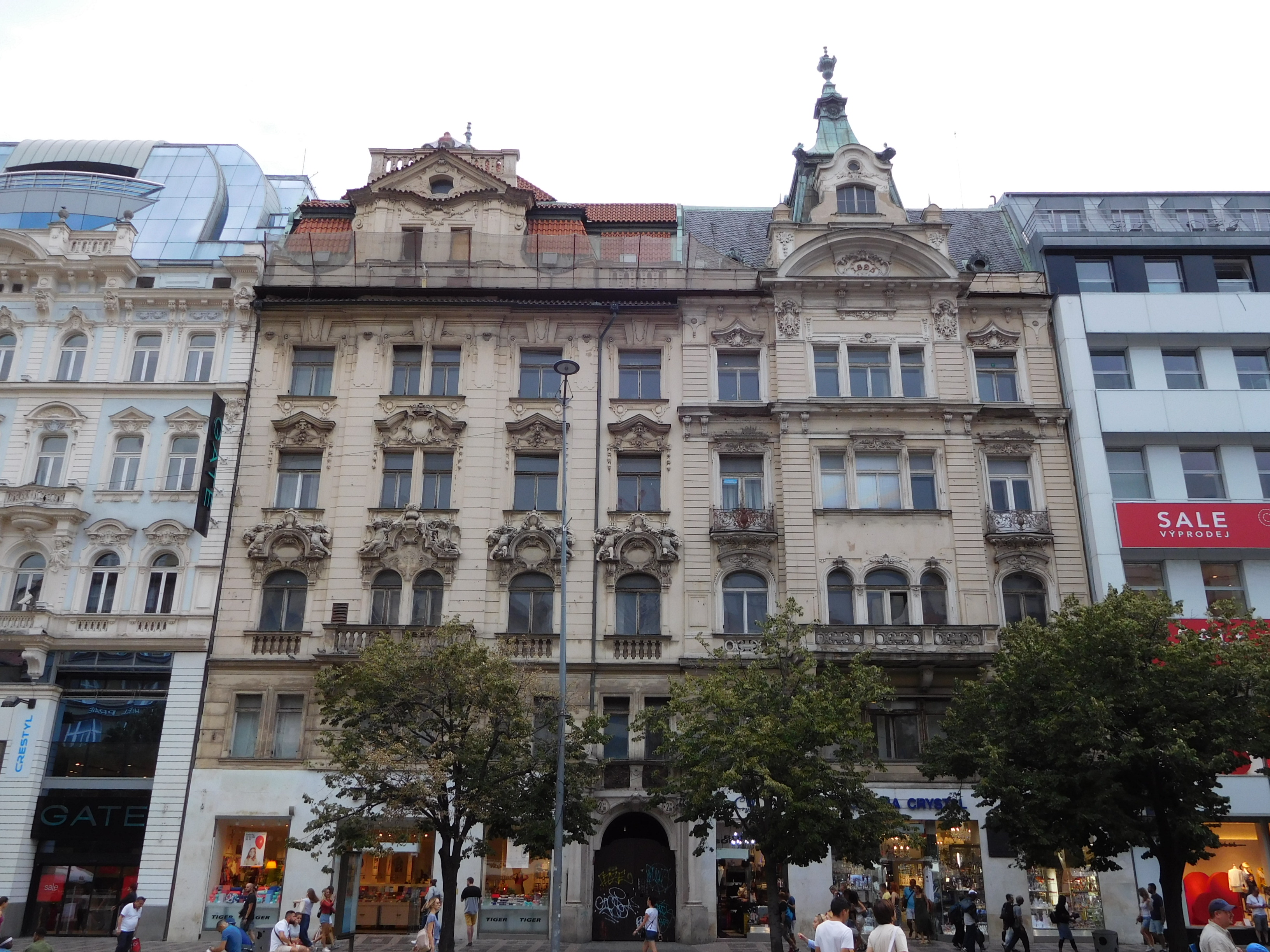
Budova redakce deníku Politik (dům vpravo) z roku 1895 na Václavském náměstí

### Publicistická činnost
V letech 1885 až 1893 pracoval Bloch jako redaktor českobudějovického německého periodika Budweiser Bote, následně se přestěhoval do Prahy a od ledna 1894 nastoupil na redakční pozici do pražského deníku Politik. Deník vlastněný vydavatelem Vilémem Tierhierem byl německy psaným listem, který se snažil o tlumočení nároků české komunity směrem k německé. Od roku 1895 redakce sídlila v nově postaveném domě redakce deníku Politik č.p. 835/15 ve spodní části Václavského náměstí. Zde posléze zastával Mořic Bloch pozici šéfredaktora, kterou vykonával do roku 1908. Od téhož roku spoluzaložil a spoluvlastnil deník Union, kde rovněž působil na šéfredaktorské pozici.

### Vládní úředník
Roku 1911 přijal nabídku vstupu do státních služeb a byl zaměstnán jako referent na tiskovém odboru ministerského prezídia ve Vídni. Po atentátu na rakouského korunního prince v Sarajevu měl Bloch hlavní autorský podíl na vytvoření textu manifestu Mým národům! vydaného císařem Františkem Josefem I. v Lázních Išlu dne 28. července 1914. Tímto manifestem vyhlásilo Rakousko-Uhersko válku Srbsku v reakci načímž vypukla první světová válka. Prohlášení samo mělo mimořádnou společenskou důležitost, neboť oznamovalo všem obyvatelům říše vyhlášení válečného stavu, a tedy i povinnost mužů narukovat, a zdůvodňovalo a obhajovalo vstup země do konfliktu.

### Československo
Po vzniku nezávislého Československa prohlášením Národního výboru 28. října 1918 přešel Mořic Bloch do služeb Československé republiky, i přes osobní obavy, že kvůli službě rakouským úřadům nebude novou garniturou přijat. Následně obdržel titul ministerského rady Tiskového odboru presidia Ministerské rady. Odbor byl vydavatelem Ústředního listu Československé republiky, dále deníků Československá republika (čeština) a Prager Abendblatt (němčina). Odpovídal též za Státní tiskárnu v Praze. Roku 1932 se Bloch stal přednostou odboru, tuto funkci vykonával až do své smrti. V tiskových záležitostech se setkával a spolupracoval s prezidentem republiky Tomášem Garrigue Masarykem.
Bloch se pohyboval v nejvyšších politických kruzích a přátelil se s řadou osobností českého i německého společenského života, například s novinářem Egonem Erwinem Kischem.

### Úmrtí
Mořic Bloch zemřel 19. října 1934 v Praze. Jeho pohřbu se zúčastnily tisíce lidí a také významné osobnosti tehdejšího politického života, včetně ministrů a zástupců československé vlády Pohřben byl na Novém židovském hřbitově na Olšanech. TGM uveřejnil v rámci jeho nekrologu v deníku Prager Tagblatt několik veršů v němčině.
Do funkce přednosty Tiskového odboru presidia Ministerské rady nastoupil po Blochově smrti Zdeněk Schmoranz, roku 1942 popravený za odbojovou činnost.

### Rodinný život
Byl strýcem spisovatele Františka R. Krause, který jednu ze svých povídek "Drůš Mauruse Blocha" věnoval právě jemu - a také Franzi Kafkovi. Jeho vzdáleným příbuzným byl pravděpodobně také lékař Eduard Bloch, narozený v Hluboké nad Vltavou.